# Karol Głogowski
Karol Głogowski (ur. 1 lipca 1933 w Gowarczowie, zm. 22 października 2005 w Łodzi) – polski adwokat, działacz opozycji w PRL.

## Życiorys

### Wykształcenie
W 1958 ukończył studia prawnicze na Uniwersytecie Łódzkim. Po odbyciu aplikacji adwokackiej, rozpoczął w 1960 praktykę.

### Działalność zawodowa i polityczna w okresie PRL
W czasie wydarzeń października 1956 był jednym z założycieli Związku Młodych Demokratów. 30 listopada 1956 został przewodniczącym Tymczasowego Zarządu Głównego tej organizacji i pełnił tę funkcję aż do samorozwiązania się ZMD w styczniu 1957.
Po rozwiązaniu kontynuował działalność opozycyjną w formie tajnych spotkań grup samokształceniowych. W marcu 1964 został aresztowany przez Służbę Bezpieczeństwa w czasie jednego z takich spotkań, a następnie przeszukano jego mieszkanie znajdując rękopis tekstu Sprawy Polskie jego przyjaciela Mieczysława Zawistowskiego, w którym była przeprowadzona krytyka ówczesnego systemu polityczno-społecznego. Na tej podstawie oskarżono go o przestępstwo z art. 23 tzw. małego kodeksu karnego, czyli o rozpowszechnianie fałszywych informacji mogących wyrządzić szkodę interesom PRL, co rozpoczęło wieloletnią batalię Karola Głogowskiego z systemem prawnym PRL, którą zaczęło komentować i śledzić Radio Wolna Europa. W lipcu 1964 ówczesny minister sprawiedliwości zawiesił go w prawach wykonywania zawodu adwokata. 29 września 1964 został uniewinniony przez sąd I instancji, a kilkanaście dni później przywrócono mu prawo wykonywania zawodu adwokata. Jednak prokuratura odwołała się od tego wyroku. 5 marca 1965 Sąd Wojewódzki w Łodzi częściowo uchylił wyrok I instancji uznając go winnym przechowywania, ale nie rozpowszechniania fałszywych informacji i jednocześnie umorzył postępowanie na mocy amnestii ogłoszonej w 1964.
Mimo apelu Łódzkiej Izby Adwokackiej i próśb samego Karola Głogowskiego minister sprawiedliwości nie przywrócił mu praw wykonywania zawodu. W czerwcu 1965 ministerstwo wniosło do Sądu Najwyższego wniosek o rewizję wyroku. Sąd Najwyższy przychylił się do wniosku i przekazał sprawę do ponownego rozpatrzenia, tym razem przez sąd I instancji w Warszawie. W lutym 1966, podobnie jak wcześniej Łódzki Sąd Wojewódzki, sąd w Warszawie nie uznał wprawdzie Karola Głogowskiego winnym rozpowszechniania fałszywych informacji, ale uznał winnym ich przechowywania, zaś w poczet kary zaliczył mu okres przebywania w areszcie, dzięki czemu Karol Głogowski nie musiał przebywać w więzieniu. Prokuratura jeszcze raz odwołała się od tego wyroku, jednak Sąd Wojewódzki w Warszawie podtrzymał w maju 1966 wyrok sądu I instancji. Jednym z obrońców Głogowskiego był Andrzej Kern.
Karol Głogowski mógł na krótki czas wrócić do zawodu adwokata, jednak w październiku 1966 wiceminister sprawiedliwości Karol Zawadzki zwrócił się do Łódzkiej Izby Adwokackiej o skreślenie go z palestry. Początkowo Izba stawiała opór, ale ostatecznie pod naciskiem ministra, minimalną większością głosów skreśliła go z listy. Równocześnie Prokurator Generalny wystąpił do Sądu Najwyższego z wnioskiem o rewizję nadzwyczajną, do której ów sąd się przychylił kierując ponownie sprawę do sądu I instancji w Warszawie. Sąd ten skazał go w końcu, tak jak chciała prokuratura za rozpowszechnianie fałszywych informacji na karę 9 miesięcy pozbawienia wolności, zaliczając w poczet kary 4 miesiące spędzone w areszcie. Karol Głogowski ostatecznie nie odbył tej kary, gdyż w 1969 weszła w życie kolejna amnestia, która go automatycznie objęła.
W związku ze skreśleniem z palestry przez Izbę Adwokacką nie mógł wykonywać zawodu adwokata aż do 19 maja 1981 kiedy to Naczelna Rada Adwokacka na wniosek Izby Łódzkiej uznała decyzję z 1966 za bezprawną i ponownie wpisała go na listę adwokatów. W latach 1968–1970 był bezrobotny, zaś w latach 1970-1976 pracował jako radca prawny w kilku łódzkich przedsiębiorstwach państwowych.
W 1975 współredagował i podpisał list do Sejmu PRL przeciw zmianom w Konstytucji PRL.
W 1977 założył Ruch Wolnych Demokratów, który wszedł wkrótce w skład Ruchu Obrony Praw Człowieka i Obywatela. W trakcie rozłamu w ROPCiO poparł Leszka Moczulskiego i wszedł w skład Rady ZINO. Nie był nigdy członkiem NSZZ „Solidarność”, ale jesienią 1980 był jednym z jej doradców w regionie łódzkim. Na początku 1981 był doradcą łódzkiego strajku studenckiego, który wywalczył rejestrację Niezależnego Zrzeszenia Studentów.
Po wprowadzeniu stanu wojennego w 1981 był internowany w okresie od stycznia do marca 1982. Do internowania doszło w trakcie sprawy działacza łódzkiej „Solidarności”, Ryszarda Kostrzewy, w której Karol Głogowski jako jego obrońca przyjął linię obrony polegającą na dowodzeniu, że wprowadzenie stanu wojennego było nielegalne. Po wypuszczeniu z internowania pracował jako adwokat. W 1983 został wybrany na członka Naczelnej Rady Adwokackiej, pełnił też funkcję sędziego w Wyższym Sądzie Dyscyplinarnym tej Rady.

### Działalność po 1989
Na przełomie 1998 i 1999 był obrońcą Kazimierza Świtonia w procesie o postawienie krzyży na Żwirowisku w Auschwitz-Birkenau. W 2003 przeszedł na emeryturę.
W listopadzie 2003 Instytut Pamięci Narodowej bez uzasadnienia odmówił Głogowskiemu uznania wniosku o przyznanie statusu pokrzywdzonego i wglądu do akt zgromadzonych w tej instytucji. Głogowski odwołał się od tej decyzji do Wojewódzkiego Sądu Administracyjnego w Warszawie. Sąd uchylił postanowienie IPN, jednak IPN odwołał się od tego wyroku do NSA. W sprawę po stronie Głogowskiego zaangażował się Rzecznik Praw Obywatelskich. Powodem odmowy przyznania przez IPN statusu pokrzywdzonego mogło być podpisanie w 1954 przez Głogowskiego, podówczas studenta prawa pracującego w jednym z łódzkich zakładów pracy, zobowiązania do współpracy z bliżej nieokreślonymi organami bezpieczeństwa w zakresie wykrywania afer gospodarczych. Głogowski przyznawał się otwarcie do tego, zaprzeczając jednak aby do jakiejkolwiek współpracy doszło. 13 stycznia 2005 NSA ostatecznie oddalił kasację IPN, przyznając tym samym Karolowi Głogowskiemu status pokrzywdzonego i podzielając jego opinię, wyrażoną w liście otwartym do prezesa IPN, że pracownicy tej instytucji nieprawidłowo interpretowali na jego niekorzyść przepis art. 6 ust. 3 Ustawy o IPN.

## Odznaczenia
W 2002 został odznaczony medalem „O Niepodległość Polski i Prawa Człowieka 13 XII 1981 – 4 VI 1989”.